# Paul Burke (cestista)
Paul Joseph Burke (Wyncote, 2 agosto 1972) è un ex cestista e allenatore di pallacanestro statunitense naturalizzato svedese.

## Carriera
Con la Svezia ha disputato i Campionati europei del 2003.

## Palmarès

### Giocatore
- FIBA Europe Cup: 1

Mitteldeutscher: 2003-04

### Allenatore
- Campionato svedese: 1

Norrköping Dolphins: 2011-12